# Пуринові рецептори
Пуринові рецептори — це рецептори, що зв'язують аденозин та (або) пуринові нуклеотиди (АТФ, АДФ, АМФ, УТФ, УДФ). Вони присутні на плазматичних мембранах більшості клітин організму людини. Особливо важливою їх роль є у нервовій системі, де вони є важливою складовою пуринергічної нейромедіаторної системи . Вперше пуринові рецептори були ідентифіковані Burnstock в 1978 р.

## Класифікація
Пуринові рецептори залежно від їх специфічності (аденозин або пуринові нуклеотиди) поділяються на 2 підгрупи — Р1- та Р2-пуринорецептори.

### P1-пуринорецептори
P1-пуринорецептори (або аденозинові рецептори) є більш чутливими до аденозину й АМФ, ніж до АТФ і АДФ. Вони є метаботропними (G-білок-сполученими), і, діючи через G-білок певного типу, інгібують або активують аденілатциклазу. Їх антагоністами є низькі концентрації метилксантинів — наприклад, кофеїну або теофіліну.
Залежно від типу G-білка (Gi, Gs), з яким сполучаються рецептори, виділяють 4 підтипи метаботропних пуринових рецепторів — A1, A2A, A2B, A3. Активація А2А- й А2В-рецепторів стимулює Gs-білок, наслідком чого стає збудження в нервовій системі. Активація А1- й А3-рецепторів спричиняє стимуляцію Gi-білка і, відповідно, гальмує діяльність нервової системи. A1- і A3-рецептори також діють через Gq-білок, фосфоліпазу C. Активуючи фосфоінозитидний (або інозитолфосфатний) каскад, вони спричиняють зростання вмісту Са в клітині, що активує Са-залежні протеїнкінази, фосфоліпазу А2, Са-залежні К-канали, NO-синтазу, тощо. 
А1-рецептори експресуються у ЦНС (зокрема, в неокортексі, гіпокампі, тощо), а також виявлені у клітинах жирової тканини, серцевого м яза, в нейтрофілах. А2-рецептори наявні в пре- і постсинаптичних нервових закінченнях, на мембранах жирових клітин, клітин гладеньких м язів і циркулюючих лейкоцитів. А3-рецептори виявлені в клітинах нирок, легень, на мембранах жирових клітин, еозинофілів, нейтрофілів, кардіоміоцитів, нейронів кори мозку.

### P2-пуринорецептори
P2-пуринорецептори є більш чутливими до АТФ і АДФ; їх агоністом є сурамін. Перша класифікація Р2-пуринорецепторів передбачала наступні їх підкласи:
- P2X і P2Y (опосередковують, відповідно, скорочення й послаблення гладеньких м'язів, включаючи вазодиляцію через P2Y-рецептори ендотеліальних клітин у відповідь на звільнення NO;
- P2T-пуринорецептори (АДФ-чутливі рецептори тромбоцитів);
- P2Z-пуринорецептори (відкривають неселективні пори в жирових клітинах, макрофагах і лімфоцитах імунної системи);
- P2U-пуринорецептори (рівноспецифічні до УТФ і АТФ);
- P2D-пуринорецептори (чутливі до діаденозину поліфосфату).

За новою класифікацією (1994 — Abbracchio and Burnstock), всі P2-пуринорецептори поділяються на 2 великі підродини — Р2Х і Р2Y .

#### P2X-пуринорецептори
Підродина P2X-пуринорецепторів має як мінімум 7 підкласів. Ці рецептори опосередковують швидкі відповіді та є іонотропними рецепторами (тобто ліганд-залежними іонними каналами), які при взаємодії з лігандом відкривають низькоселективний канал для моновалентних іонів (К, Na, Cs), через який також вільно проходять іони Са, причому зростання Са у цитоплазмі може блокувати рух по каналу інших іонів.. 
Ці рецептори опосередковують широке коло відповідей, зокрема, швидку трансмісію у синапсах ЦНС, скорочення гладеньких м язів, агрегацію тромбоцитів, активацію макрофагів, апоптоз. Більше того, ці рецептори залучені у інтеграцію функціональної активності нейронів, гліальних клітин і клітин судин в ЦНС під час розвитку нервової системи, виникнення нейродегенеративних змін, поширення запалення і злоякісної трансформації клітин нервової системи.

#### P2Y-пуринорецептори
Підродина P2Y-пуринорецепторів містить метаботропні рецептори, що опосередковують повільні відповіді, діючи через G-білки. У ссавців виявлено 8 підкласів рецепторів цього типу (P2Y1, P2Y2, P2Y4, P2Y6, P2Y11, P2Y12, P2Y13, P2Y14), які, активучи внутрішньоклітинні сигнальні каскади, залучаються в регуляцію широкого кола клітинних процесів, включаючи проліферацію, диференціювання, фагоцитоз, секрецію, клітинну адгезію і міграцію клітин.